# 穆棱站
穆棱站位于中华人民共和国黑龙江省牡丹江市穆棱市兴源镇，是滨绥铁路沿线车站，距哈尔滨站430公里，绥芬河站118公里。车站建于1901年。现隶属于哈尔滨局集团，为三等站。

## 历史
位于穆棱镇的老站楼始建于1901年，为俄罗斯建筑风格，与昂昂溪站、安达站、扎兰屯站、德惠站等风格相同。车站建成后，医院、教堂、俱乐部、机务段、公园等生活设施一应俱全，但现在基本没有遗留。本站至代马沟区间为复线插入段。
2015年12月10日，为配合牡绥铁路电气化工程，穆棱车站搬迁至离原站址12.5公里的兴源镇。老穆棱站设有穆棱机车储备场，存放备用机车。
新穆棱站启用时，由于当地雪后封路，铁路成为当地居民冬季唯一的出行方式。而新站交通不便，导致当地群众不满发生群体性事件。2016年7月4日，位于穆棱镇的老穆陵站和位于兴源镇的新穆棱站之间的穆棱铁路公交正式开行，以解决穆棱镇群众出行不便的问题。然而2020年2月1日哈尔滨铁路局宣布穆棱铁路公交停运，至今尚未恢复运营。

## 相关参考
1. ↑  Мелихов Г.В.  (PDF). Русский путь. 2003  [2022-06-24]. （原始内容存档 (PDF)于2022-04-03）.
2. 1 2  中东铁路网 穆棱站[]
3. ↑  周际. . 北京交通大学. 2007.
4. ↑  . 12306. 2015-12-06  [2016-03-22]. （原始内容存档于2016-01-11）.
5. ↑  . 中国新闻网. 2024-06-17.
6. ↑  . 上游新闻. 2015-12-17  [2016-03-22]. （原始内容存档于2016-02-12）.